# Fair Game: My Life as a Spy, My Betrayal by the White House
〈Fair Game: My Life as a Spy, My Betrayal by the White House〉(→공정 게임: 공작원으로서의 내 생활, 백악관으로부터의 배신)는 발레리 플레임의 회고록으로, 2007년 출판되었다. 플레임 사건에 대해 서술하고 있다.